# Вагон Пульмана

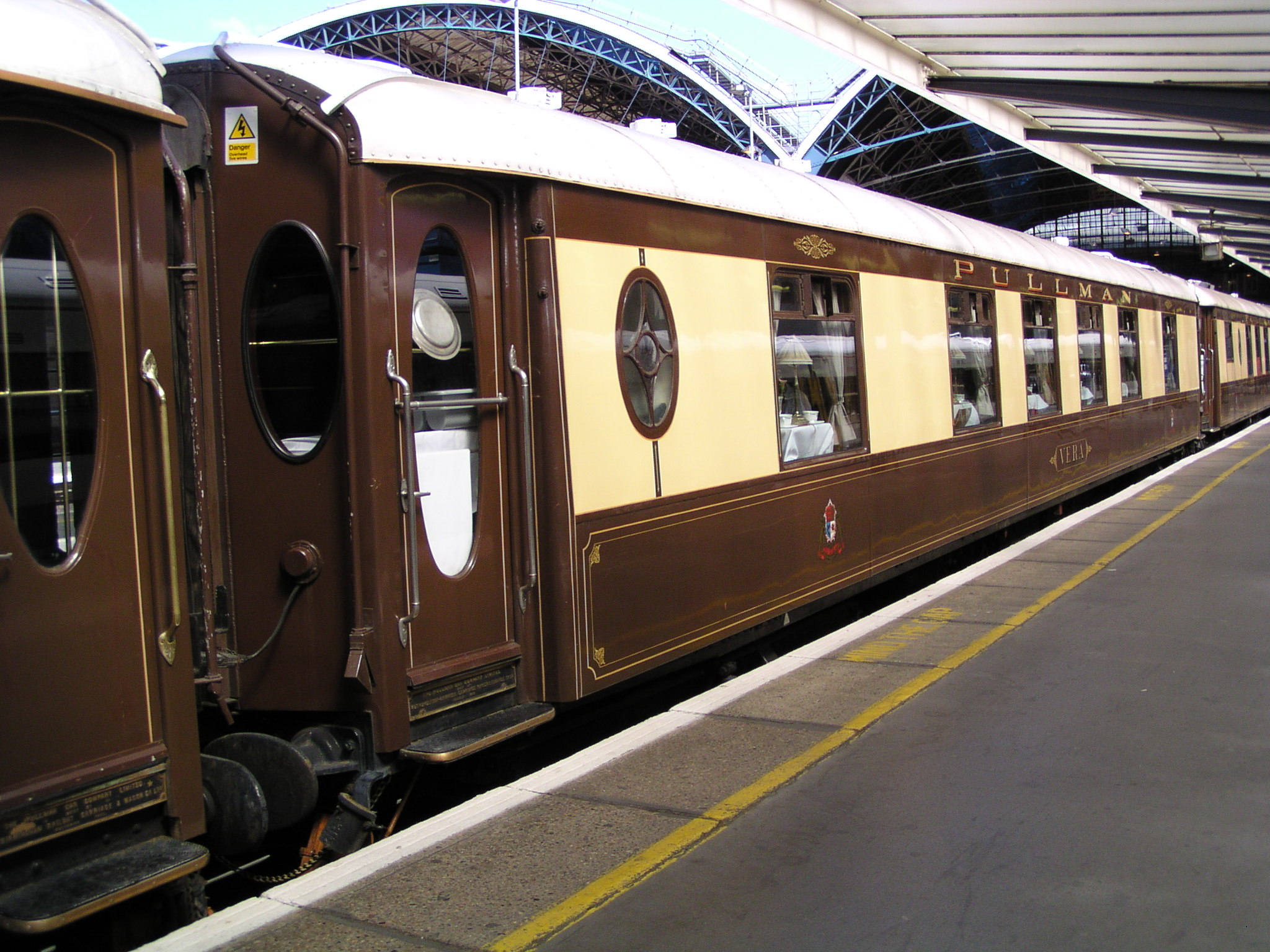
Колишній вагон Brighton Belle Pullman на вокзалі Лондон Вікторія, зараз є частиною Venice Simplon Orient Express

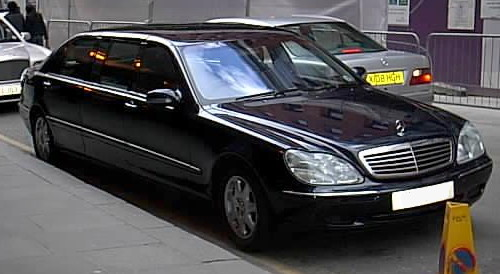
Mercedes-Benz S600 Pullman

Пу́льманівський ваго́н (від англ. Pullman) — один з класів пасажирських вагонів. В деяких країнах термін вживається до комфортабельних автобусів та лімузинів.
У США «пульман» вживається стосовно залізничних спальних вагонів, будованих компанією Пульман (засновник — Джордж Пульман) з 1867 року до кінця 1968 року, котрі працювали на більшості залізниць США, а також — стосовно вагонів-ресторанів у Європі, котрі обслуговувалися Компанією Пульмана, або вагонів-салонів, котрі обслуговувалися «Міжнародною компанією спальних вагонів» (фр. Compagnie Internationale des Wagons-Lits). У Великій Британії, «пульман» означає вагон-салон, котрий обслуговується «Британською вагонною компанією Пульмана».
До того ж у західноєвропейських країнах у 1940-х та 1950-х деякі особливо комфортабельні автобуси часто називалися Авто-Пульманами.
У 1963 році було створено розкішний Mercedes-Benz 600, а також лімузин на його основі під назвою Пульман. Пізніше «розтягнуті» версії Mercedes-Benz S-Class також мали назву Пульман.
У грецькій та італійській мовах, слово «пульман» вживається для позначення міжміського автобуса.
У Латинській Америці, пульман може означати як комфортабельний автобус, так і залізничний спальний вагон.
13 березня 2022 року ЗМІ повідомили, що Віктор Медведчук володіє багатомільйонною копією автомобіля Pullman. Кажуть, що ця машина була подарунком на день народження від його дружини Оксани Марченко.

## Зовнішні посилання
- The Pullman Project [Архівовано 6 березня 2012 у Wayback Machine.]
- Canadian National Railways Sleeping Car No. 1683 St. Hyacinthe — photographs and short history of a Sleeping Car built in 1929.
- Chicago Historical Society's Pullman website
- Sleeping in Comfort: Pullman Fundamentals